# Ґалеш-Халє
Ґалеш-Халє (перс. گالش خاله) — село в Ірані, у дегестані Ґол-є-Сефід, в Центральному бахші, шагрестані Лянґаруд остану Ґілян. За даними перепису 2006 року, його населення становило 80 осіб, що проживали у складі 29 сімей.

## Клімат
Середня річна температура становить 15,01°C, середня максимальна – 28,78°C, а середня мінімальна – 1,04°C. Середня річна кількість опадів – 1139 мм.
| Клімат поселення                              | Клімат поселення | Клімат поселення | Клімат поселення | Клімат поселення | Клімат поселення | Клімат поселення | Клімат поселення | Клімат поселення | Клімат поселення | Клімат поселення | Клімат поселення | Клімат поселення | Клімат поселення |
| Показник                                      | Січ.             | Лют.             | Бер.             | Квіт.            | Трав.            | Черв.            | Лип.             | Серп.            | Вер.             | Жовт.            | Лист.            | Груд.            |                  |
| Середній максимум, °C                         | 9,80             | 10,03            | 12,27            | 17,70            | 21,84            | 25,93            | 28,78            | 28,60            | 25,64            | 21,42            | 16,83            | 12,60            |                  |
| Середня температура, °C                       | 5,42             | 5,64             | 7,90             | 13,32            | 17,46            | 21,54            | 24,60            | 24,42            | 21,47            | 17,26            | 12,66            | 8,43             |                  |
| Середній мінімум, °C                          | 1,04             | 1,28             | 3,51             | 8,94             | 13,09            | 17,19            | 20,44            | 20,25            | 17,29            | 13,08            | 8,47             | 4,24             |                  |
| Норма опадів, мм                              | 102              | 86               | 83               | 43               | 44               | 34               | 33               | 60               | 137              | 220              | 167              | 130              |                  |
| Середньомісячна швидкість вітру, м/с          | 2.40             | 2.50             | 2.50             | 2.40             | 2.43             | 2.69             | 2.60             | 2.32             | 2.19             | 2.10             | 2.09             | 2.18             |                  |
| Середньомісячна сонячна радіація, кДж/м²·день | 7126             | 9148             | 11072            | 15362            | 19692            | 21558            | 22068            | 18553            | 15085            | 10805            | 8656             | 6710             |                  |
| --------------------------------------------- | ---------------- | ---------------- | ---------------- | ---------------- | ---------------- | ---------------- | ---------------- | ---------------- | ---------------- | ---------------- | ---------------- | ---------------- | ---------------- |
| Джерело:                                      |                  |                  |                  |                  |                  |                  |                  |                  |                  |                  |                  |                  |                  |